# Золтан Гера
Золтан Гера (на унгарски: Gera Zoltán) е унгарски футболист, роден на 22 април 1979 в Печ, Унгария. Към момента играе за унгарския Ференцварош. Той е играл за Уест Бромич и Фулъм. Играе като ляв или атакуващ халф, а понякога като втори нападател.